# Schloss Oettingen

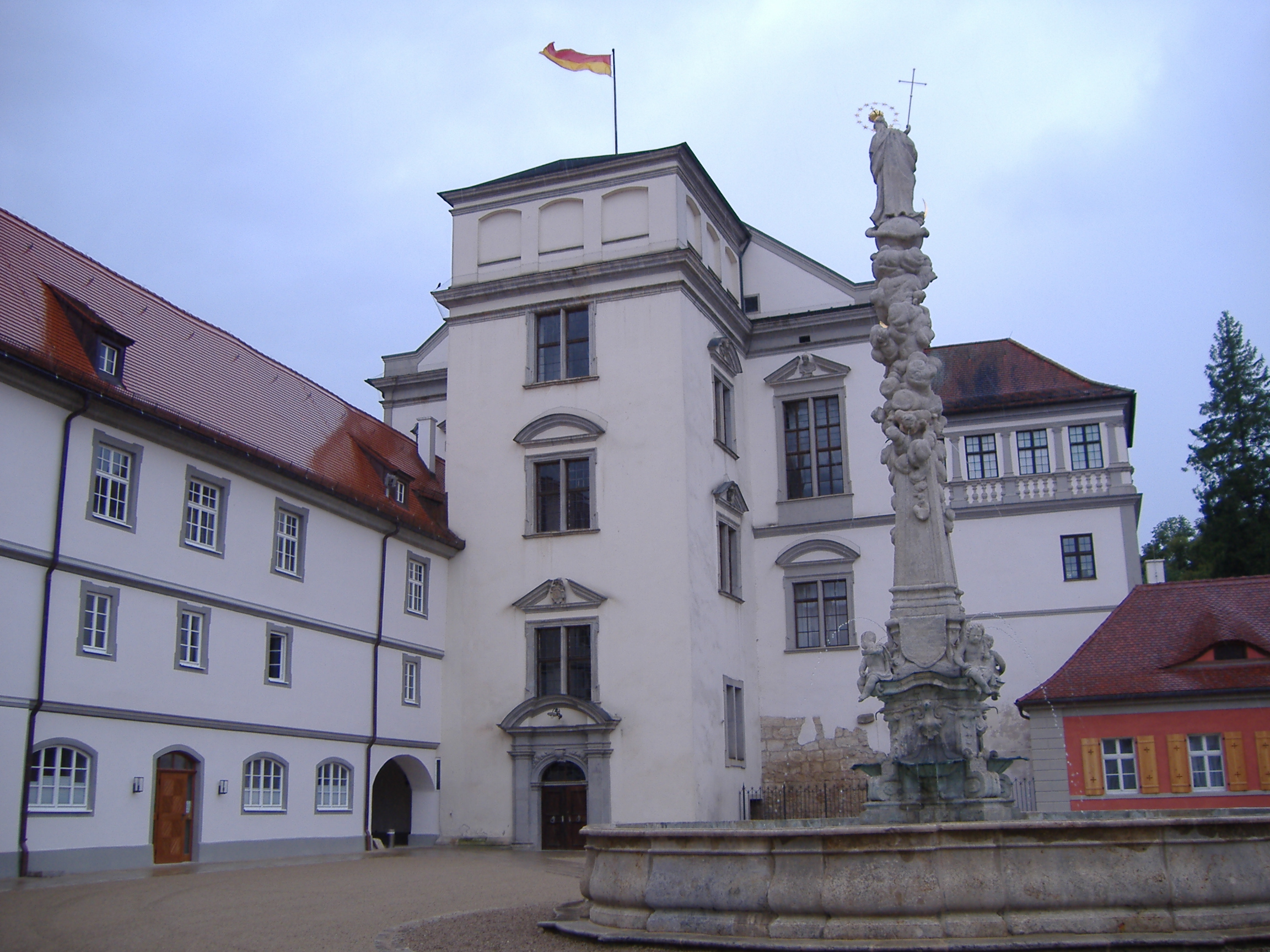
Pátio interno do castelo em 2012

Schloss Oettingen é um palácio barroco em Oettingen in Bayern, Alemanha. É propriedade privada da Casa de Oettingen-Spielberg.

## História
Schloss Oettingen foi construído entre 1679 e 1687. A construção foi supervisionada por Karl Engel, irmão do mestre construtor do Príncipe-Bispo, Jakob Engel. Foi construído em estilo barroco. O palácio serviu como residência familiar para a Casa de Oettingen-Spielberg, uma família nobre alemã e ramo cadete da Casa de Oettingen, e ainda é propriedade da família. O Schloss Oettingen está localizado em Oettingen in Bayern, no distrito de Donau-Ries da Suábia, na Baviera.

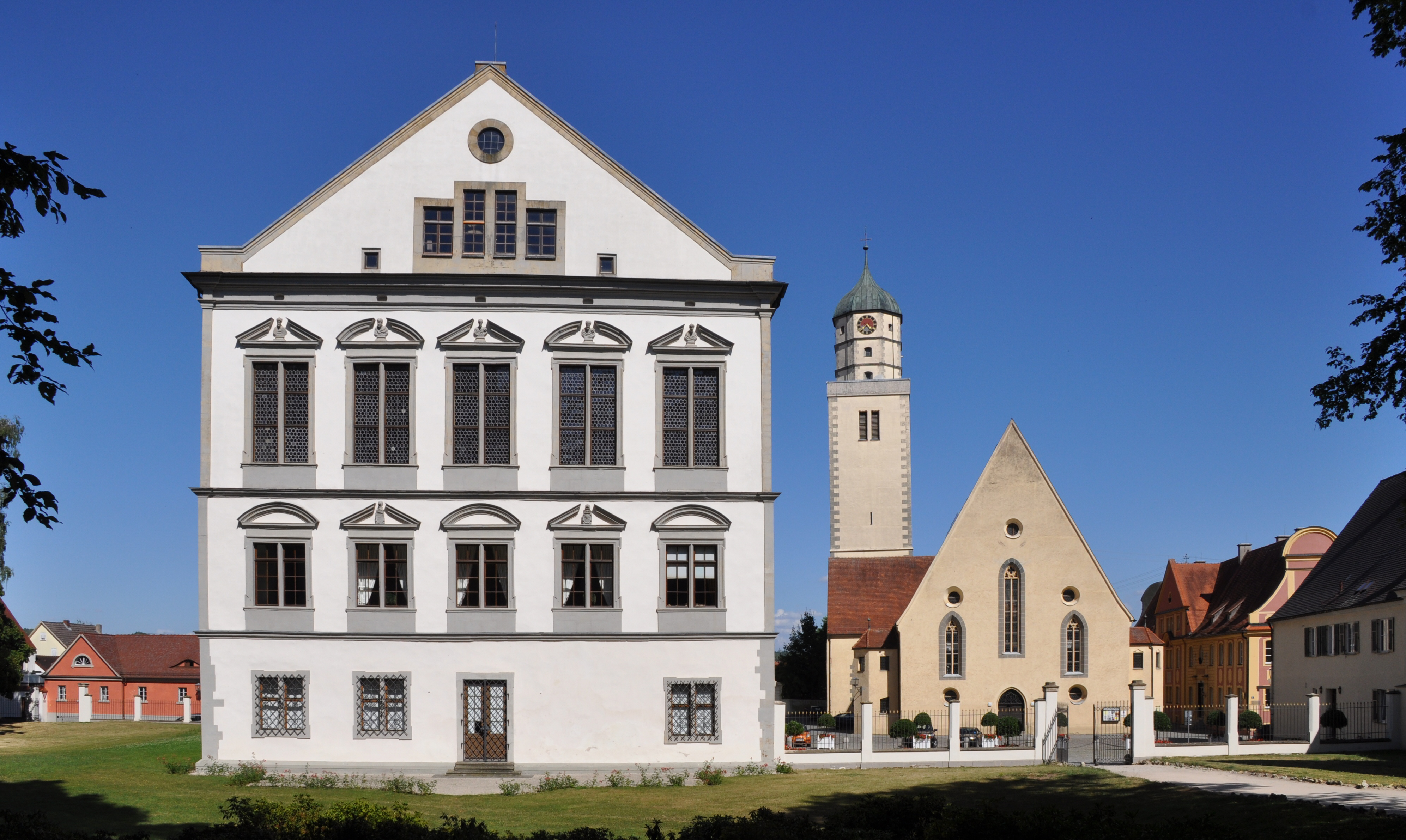
Schloss Oettingen e Igreja de S. Jackob